# Terminalia cherrieri
Espèce
Classification phylogénétique
Statut de conservation UICN

 EN A2ce+3e : En danger

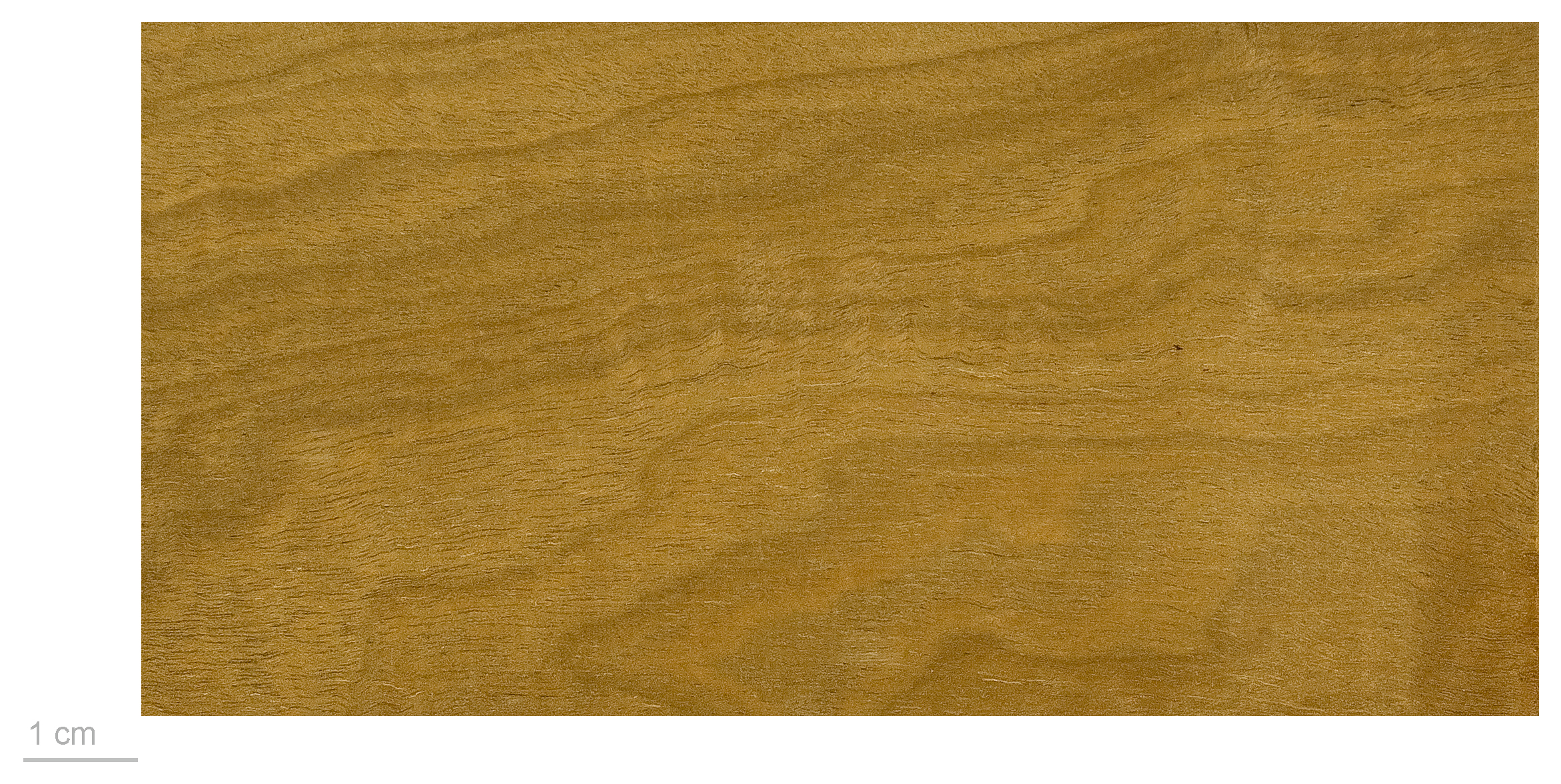
Terminalia cherrieri au Muséum de Toulouse.

Terminalia cherrieri est une espèce de plantes à fleurs de la famille des Combretaceae. C'est un arbre endémique de Nouvelle-Calédonie. Il existe 6 espèces du même genre, dont le badamier, bien connu des Calédoniens.

## Description

### Aspect et forme générale
On le compte parmi les grands arbres de la forêt sèche calédonienne. Il a un port étagé (les branches, horizontales, sont disposées les unes au-dessus des autres, comme les étages d’un immeuble). Ses grandes branches et ses feuilles forment un houppier volumineux. Le tronc est bien droit.

### Taille
L’arbre peut mesurer 15m de haut. Le tronc ne dépasse pas 6-7 mètres de haut mais peut mesurer jusqu’au 60 cm de diamètre.

### Écorce
Dure et rugueuse, de couleur beige clair, l’écorce est légèrement fissurée. Des plaques se détachent de l’écorce par endroits.

### Feuilles
Les feuilles sont étroites et s’élargissent vers le sommet. Elles mesurent généralement 6cm de long et 3 cm de large. De couleur vert sombre sur le dessus et le dessous de la feuille, la nervure est de couleur rouge jaune. Les feuilles sont groupées en touffes à l’extrémité des branches.
Chaque année, en saison fraîche, les feuilles rougissent avant de tomber. Mais l’arbre ne reste nu que quelques jours, car aussitôt les bourgeons donnent naissance à de nouvelles feuilles.

### Fleurs
Les fleurs sont très petites et de couleur blanche. Elles ont la forme d’un rince-bouteille.

### Reproduction
La floraison a lieu en saison chaude et les fruits se forment vers le mois d’août. Ses fruits ailés, de couleur marron, sont dispersés par le vent. Les graines sont souvent mangées par des vers parasites et elles mettent beaucoup de temps à germer.

## Place dans la forêt sèche
Très rare, cet arbre ne pousse que sur les sols noirs de la zone littérale dans la région de Poya. Ses racines sont assez superficielles et peuvent s’étendre jusqu’à plusieurs mètres du tronc. Il est utilisé par les éleveurs pour fournir de l’ombre au bétail. Terminalia cherrieri a été décrit en 1984. Son nom rend hommage à Jean-François Cherrier, forestier calédonien, directeur du CIRAD forêt, décédé accidentellement en 1991. La forêt abritant aujourd’hui cette espèce a été détruite au début des années 1980. Aujourd’hui ne subsistent que quelques pieds isolés, très sensibles aux attaques d’insectes et aux variations climatiques et pouvant disparaître rapidement.